# Maria Edgeworth
Pour les articles homonymes, voir Edgeworth.
Œuvres principales
- Belinda (1801)

Maria Edgeworth, née le 1er janvier 1768 à Black Bourton et morte le 22 mai 1849 à Edgeworthstown, est une romancière anglaise.

## Biographie
Elle est la fille de Richard Lovell Edgeworth, un Irlandais assez excentrique, et fort intelligent, qui s’occupa du développement de son esprit, l’encouragea à écrire et eut quelque part à ses premiers ouvrages. Elle débuta en 1800 par son Essay on Irish bulls, suite de tableaux de mœurs irlandaises, peints avec fermeté et finesse. Le même talent, uni à une fiction intéressante, se montre dans Castle Rackrent (1801). Le naturel, le bon sens, en opposition avec la sensiblerie romanesque à la mode de ses Popular tales (Contes populaires) parus en 1801, lui attirèrent les suffrages. Dans Leonora (1806), elle élargit son cadre en abordant des sujets comme la séduction et l’infidélité conjugale. Elle continua, avec un plein succès, dans ses Tales of fashionable life (Contes de la vie fashionable, Londres, 1809, 3 vol.), dont chacun est destiné à représenter une passion, un état de l’âme propre à certaines positions sociales. Trois autres volumes de Contes, publiés en 1812, et qui parurent au moins égaux aux précédents, contiennent trois récits : Vivian, peignant les malheurs qui naissent de la faiblesse de la volonté ; Émilie de Coulanges, la vie d’une femme française à la mode ; The Absentee (l’Absent), ou les suites funestes pour l’Irlande de l’absence des riches possesseurs du sol. En général, les œuvres d’Edgeworth ont un but utile, sans rien perdre de l’effet artistique.
Edgeworth consacra son talent à l’éducation de l’enfance et à la moralisation du peuple, et composa dans ce but un grand nombre de petits ouvrages, où le plus souvent la leçon ressort du simple récit des faits, et dont la plupart sont devenus populaires. Elle débuta par l’Éducation pratique (avec son père 1798), que suivirent bientôt l’Éducation familière, le Guide des parents, les Contes moraux pour les jeunes garçons, les Contes pour les jeunes filles, les Contes populaires, les Contes du beau monde (Tales of fashionable life), les Jeunes industriels, et une foule d’autres.
Edgeworth perdit son père en 1817. Elle acheva les Mémoires commencés par lui (Memoirs of Richard Lovell Edgeworth, 1820, 2 vol.). Elle avait encore composé, en collaboration avec lui : l’Aide des parents (Parent’s Assistant, 1795), recueil de contes pour l’éducation des enfants ; Lettres pour les dames lettrées (Letters for literary ladies, 1795) ; Essais sur l’éducation pratique (Essays on practical education, 1798), complétés par les Leçons juvéniles (Early lessons), contenant Frank, Rosamund, Hamet et Lucy (1822-25, 4 vol.).
Les autres romans d’Edgeworth sont : Patronage (1814, 4 vol.), peinture sarcastique de la vie du grand monde ; Harrington (1817), écrit pour combattre les préjugés contre les Juifs ; Hélène (1834, 3 vol.), etc. Ils témoignent d’une originalité et d’une puissance d’invention que l’abondance des productions ne parvint pas à affaiblir. On lui doit aussi d’intéressants romans sur l’Irlande, comme Ormond (1817), tableau de mœurs irlandaises, qui donnèrent, après la publication de Waverley en 1814, l’idée à Walter Scott, avec qui elle a entamé une longue correspondance et à qui elle a rendu visite à Abbotsford, de peindre les mœurs de l’Écosse. Presque tous ses ouvrages ont été traduits par Louise Swanton, Élise Voïart, Élisabeth de Bon, Augustine Gottis, Eugénie Niboyet, Adèle Sobry, etc.